# Провадія (община)
Провадія (болг. община Провадия) — община в області Варна, Болгарія. Населення становить 21 908 осіб (станом на 1 лютого 2011 р.). Адміністративний центр общини — місто Провадія.